# Leptobarbula
Leptobarbula là một chi rêu trong họ Pottiaceae.